# Epesses
Epesses es una localidad y antigua comuna suiza del cantón de Vaud, situada en el distrito de Lavaux-Oron a orillas del lago Lemán.
Desde el 1 de julio de 2011 entró en vigor la fusión de la comuna de Epesses con las comunas de Cully, Grandvaux, Riex y Villette (Lavaux) en la nueva comuna de Bourg-en-Lavaux.

## Geografía
La comuna se encuentra a orillas del Lago Lemán y hace parte de Lavaux, el área declarada Patrimonio de la Humanidad por la Unesco en 2007. Además, la comuna hizo parte hasta el 31 de diciembre de 2007 del distrito de Lavaux, círculo de Cully. La antigua comuna limitaba al norte con la comuna de Forel (Lavaux), al este con Puidoux, al sur con Meillerie (FR-74), y al oeste con Cully y Riex.

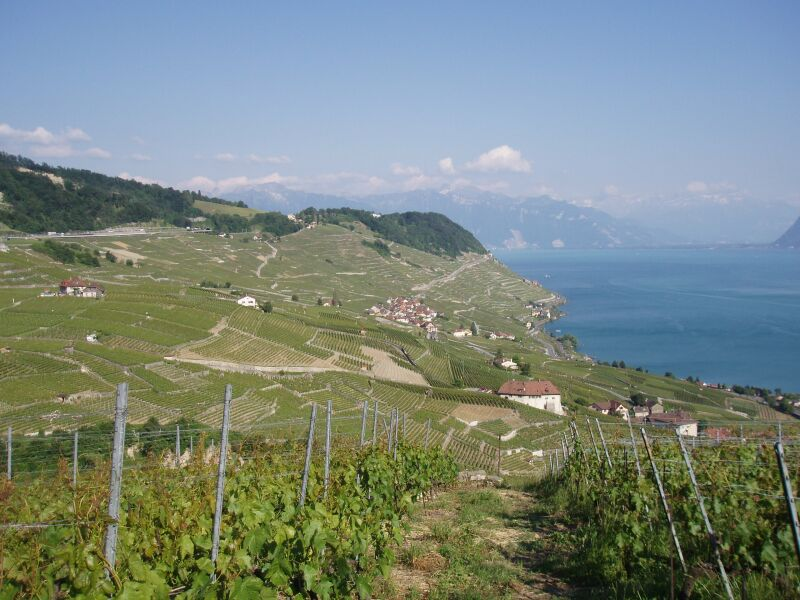
Vista de los viñedos de Epesses.

## Transportes
Ferrocarril
Existe una estación de ferrocarril en la localidad en la que efectúan parada trenes de cercanías de una línea de la red 'RER Vaud'.